# Ender Inciarte

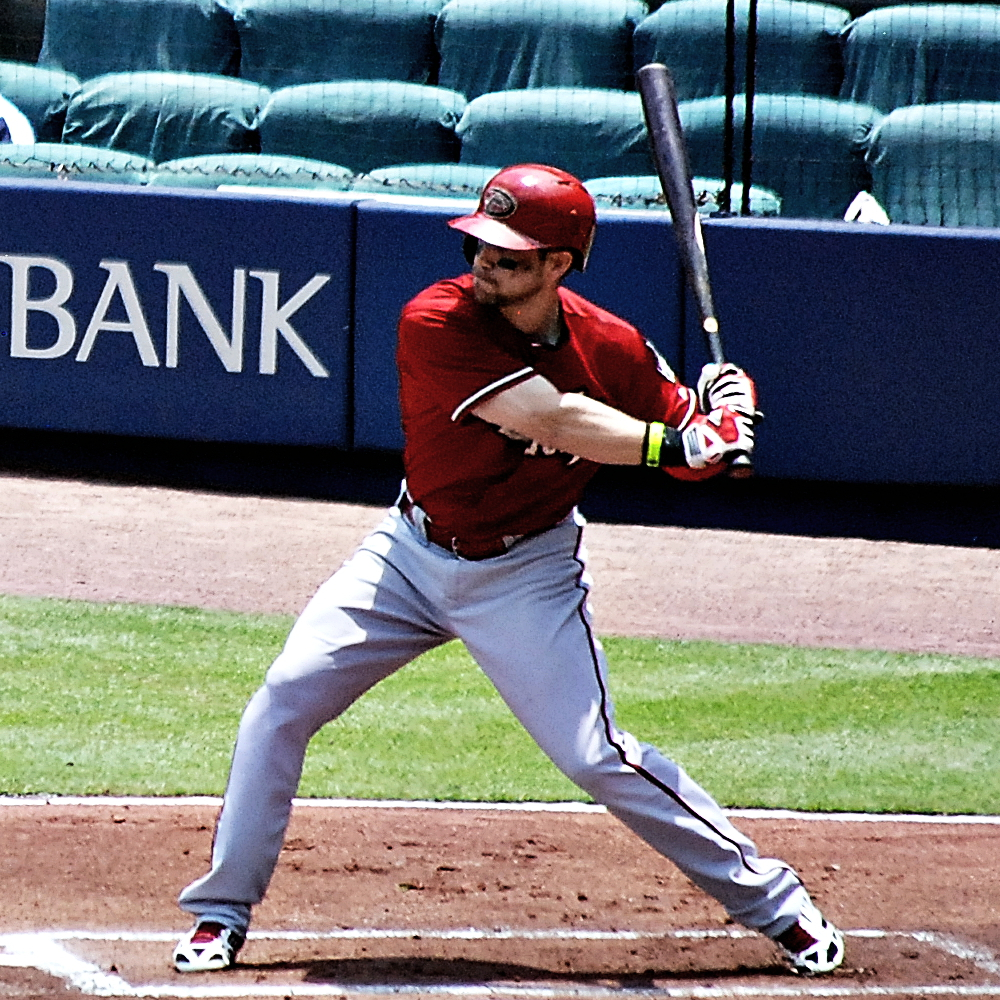
Inciarte con los Diamondbacks de Arizona en 2014.

Ender David Inciarte Montiel  (Maracaibo, Zulia, 29 de octubre de 1990) es un jardinero venezolano de béisbol profesional venezolano que juega para los Atlanta Braves de las Grandes Ligas. Anteriormente jugó con los Arizona Diamondbacks, equipo con el que debutó en 2014. Se desempeña principalmente como jardinero central.

## Carrera profesional

### Arizona Diamondbacks
Inciarte fue firmado por los Diamondbacks de Arizona en 2008 como un agente libre internacional, e inició su carrera en las filiales para novatos en 2008 y 2009. Bateó para un promedio de .307 con dos jonrones, 47 carreras impulsadas y 28 bases robadas en los South Bend Silver Hawks de Clase A y los Visalia Rawhide de Clase A avanzada.
Los Filis de Filadelfia seleccionarón a Inciarte como la 15 selección en el draft de regla 5 del 2012. Compitió por un lugar como jardinero suplente de los Phillies en los entrenamientos primaverales, y logró formar parte de la plantilla del día inaugural de 2013.
Permaneció con los Phillies por solo un juego, en el cual no participó, pues fue designado para asignación luego de que el equipo adquiriera a Ezequiel Carrera el 2 de abril. Fue reclamado nuevamente por los Diamondbacks el 4 de abril, asignándolo a los Mobile BayBears de la Southern League de Clase AA, donde tuvo promedio de .281 con cinco jonrones, 17 dobles, 25 carreras impulsadas y 43 bases robadas, consiguiéndo además participar en el Juego de Estrellas de esa liga. Al finalizar la temporada 2013, los Diamondbacks añadieron a Inciarte a su plantilla de 40 jugadores.
Inciarte debutó en las Grandes Ligas con los Diamondbacks el 2 de mayo de 2014, convirtiéndose en el Venezolano Nº 306 en participar en esta liga.
En los entrenamientos primaverales de 2015 compitió por un cupo de jardinero con los Diamondbacks, puesto que consiguió al ser seleccionado para la plantilla del día inaugural de la temporada.

### Atlanta Braves
El 9 de diciembre de 2015, Inciarte fue transferido a los Bravos de Atlanta junto al campocorto Dansby Swanson y el lanzador Aaron Blair, a cambio de los lanzadores Shelby Miller y Gabe Speier.
El 8 de abril de 2016, se lesionó la corva izquierda en un encuentro ante los Cardenales de San Luis, por lo que el 10 de abril fue incluido en la lista de lesionados de 15 días. Regresó al equipo el 6 de mayo, pero el tiempo perdido influyó en su producción ofensiva, ya que culminó la primera mitad de la temporada con solo .227 de promedio al bate. Luego del Juego de Estrellas su bateo mejoró, y finalizó el año con promedio de .291 y tres marcas personales: .351 de porcentaje de embasado, 85 carreras anotadas y siete triples. En 131 juegos, también robó 16 bases. Aunque finalizó detrás de Billy Hamilton en la mayoría de estadísticas defensivas sabermétricas, ganó el Guante de Oro de la Liga Nacional como jardinero central de la temporada 2016, gracias a su potente y preciso brazo.
El 23 de diciembre de 2016, los Bravos firmaron a Inciarte a una extensión de contrato de cinco años y $30.525 millones, con opción a un sexto año en 2022.
EL 2 de julio de 2017, fue anunciado como el único representante de los Bravos en el Juego de Estrellas, la primera ocasión en su carrera que es convocado a dicho encuentro. Finalizó la temporada con promedio de .304, 11 jonrones, 93 carreras anotadas y 22 bases robadas. Además, ganó el Guante de Oro por segunda ocasión en su carrera.
En 2018, luego del Juego de las Estrellas, Inciarte fue removido del primer turno de la alineación ofensiva en favor del novato Ronald Acuña Jr. debido a su bajo promedio de bateo Sin embargo, su rendimiento defensivo fue nuevamente reconocido al ser premiado con el Guante de Oro por tercera vez consecutiva, convirtiéndose junto a Freddie Freeman y Nick Markakis en el primer trío de jugadores de los Bravos que gana dicho premio en la misma temporada. Ofensivamente, Inciarte finalizó la temporada con promedio de .265, diez jonrones, 61 carreras impulsadas y 28 bases robadas.
En 2019, Inciarte fue incluido en la lista de lesionados el 15 de mayo debido a una lesión en la región lumbar de la espalda. El 17 de agosto, con apenas cuatro semanas de ser activado, fue nuevamente puesto en la lista de lesionados por una lesión en el muslo. En solo 65 juegos y 199 turnos al bate, registró promedio de .246 con cinco jonrones, 24 impulsadas y 30 carreras anotadas.
En la temporada 2020 acortada por la pandemia de COVID-19, Inciarte registró una línea ofensiva de .190/.262/.250 con 17 carreras anotadas, un jonrón y 10 carreras impulsadas en 116 turnos al bate.